# Kamsum-Sangkaling-Kloster
Das Kamsum Sangkaling-Kloster (chinesisch 康松桑卡林, Pinyin Kāngsōng Sāngkǎlín) ist ein buddhistisches Kloster im  Kreis Dranang Dzong (扎囊县) im Autonomen Gebiet Tibet der Volksrepublik China.
Es wurde in der Zeit der Qing-Dynastie erbaut.
Das Kloster steht seit 2006 auf der Denkmalliste der Volksrepublik China in Tibet (6-768).